# Inkontinencija mokraće
Inkontinencija mokraće ili urinarna inkontinencija je nemogućnost kontroliranja mokrenja, tj.zadržavanja mokraće, koja se očituje u rasponu od povremenog »bježanja« mokraće do potpune nemogućnosti zadržavanja mokraće. 
Češća je pojava kod starijih osoba, posebice žena, ali i mlađih nakon poroda
Noćna inkontinencija je povezana s nedozrelim dijelom živčanog sustava koji služi kao kontrola mokrenja.
Kod djece se mogu naći simptomi inkontinencije, no to je sasvim normalno u tim godinama rasta jer to nije inkontinencija već neistreniranost mjehura.
Ali to naravno ne isključuje mogućnost da djeca ne mogu dobiti inkontinenciju.
Ona kod djece može biti udružena s infekcijama, malformacijama mokraćnog trakta, neurološkog sustava, te ozljedama kralješnice.
Inkontinencija može biti uzrokovana stresom, tako i drugim psihološkim uzrocima kao i mentalnom konfuzijom, nedovoljnim kretanjem, konzumiranjem alkohola, kave,  cigareta (pogotovo uz pušački kašalj), prevelikim unosom tekućine, te posljedicom uzimanja nekih ljekova kao što su antidepresivi, diuretici, antikolinergici.

## Fiziologija
Proces mokrenja uključuje dvije faze:
1. fazu punjenja i spremanja, kada se mjehur puni mokraćom iz bubrega
2. fazu pražnjenja, odnosno mokrenja.

Istezanjem stijenke, mokraćni mjehur prilagođava se volumenu mokraće bez značajnijeg porasta tlaka unutar lumena. Prvi osjećaj nagona na mokrenje nastaje uz količinu od oko 150-200 ml mokraće u mjehuru. Zdrava osoba prosječno može zadržati oko 350 do 550 ml mokraće. Pražnjenje mjehura ovisno je o sposobnosti mišića mjehura (detruzora) da, u koordinaciji s opuštanjem mišića zatvarača (sfinktera), izbaci mokraću iz mjehura. 

## Tipovi urinarne inkontinencije
Najčešći tipovi inkontinencije, s obzirom na uzrok, jesu:
- stresna (statička) inkontinencija – nastaje zbog slabosti mišića dna zdjelice i povećane mobilnosti zapornog mehanizma mokraćne cijevi
- urgentna inkontinencija – nastaje u osoba s normalnim anatomskim odnosima, zbog nestabilnosti mišića detruzora, najčešće uzrokovane infekcijom
- »overflow« inkontinencija – nastaje u osoba s opstrukcijom vrata mokraćnog mjehura uvećanom prostatom, u kojih mokraća kapa iz prepunjenog mjehura
- neuropatska inkontinencija – nastaje zbog neuroloških oštećenja te proizašle pojačane refleksije mišića detruzora ili smanjenog tonusa sfinktera, najčešće zbog kombinacije tih stanja.

## Najčešći uzroci
- slabost zdjelične muskulature u žena koje su imale višebrojne trudnoće
- slabost sfinktera nakon vaginalnih ili prostatičnih kirurških zahvata
- prolaps zdjelice u žena
- oštećenja živčanog sustava (multipla skleroza, Parkinsonova bolest, moždani udar, ozljede kralježničke moždine)
- mentalne ili psihološke promjene (Alzheimerova bolest, depresija), karcinom mokraćnog mjehura
- ozljede živaca ili mišića nakon kirurških zahvata ili iradijacije zdjelice.

## Dijagnostičke pretrage
Po uzetoj anamnezi i fizikalnom pregledu obavljenom od obiteljskog liječnika i navedenih specijalista, slijede dalje dijagnostičke pretrage:
- biokemijski pregled mokraće
- urinokultura
- cistoskopija (pregled unutrašnjosti mjehura)
- urodinamske studije (testovi mjerenja tlakova i protoka urina)
- uroflow (testovi mjerenja brzine protoka urina kroz mokraćnu cijev)
- rezidualni urin (mjerenje količine urina u mjehuru nakon mokrenja).

## Liječenje urinarne inkontinencije

### Vježbe
Vježbe (poput kegelovih) važan su dio terapije, a moguće ih je izvoditi svakodnevno, neograničen broj puta i bez tuđe pomoći. Njihov je cilj učvrstiti muskulaturu dna zdjelice, a time i mišić zadužen za kontrolu ispuštanja mokraće (sfinkter)

### Lijekovi
Lijekovi koji se propisuju sadrže tvari koje relaksiraju mjehur, povisuju napetost mišića mjehura, ojačavaju sfinkter ili opuštaju područje tzv. vrata mjehura, olakšavajući izmokravanje. Najčešći su:
- - alfa1 selektivni blokatori (Tamosin ®, Omnic®, Tanyz®, Tonocardin ®)
  - antikolinergici, antimuskarinski mišićni relaksansi (Detrunorm®, Emselex®)
  - hormonski preparati.

Ako medikamentozna terapija ne dovodi do uspjeha, moguća je uporaba sljedećih pomagala:
- - električni stimulatori
  - kolagen, botulin
  - urinski kateter
  - upijajući–higijenski ulošci.

### Kirurško liječenje
Operacije postaju metodom izbora u liječenju ako niti jedna od navedenih metoda ne postigne zadovoljavajući rezultat. 